# Two (album, Lenka)
Two je druhé studiové album australské umělkyně a zpěvačky jménem Lenka. Oficiálně vyšlo 19. dubna 2011 prostřednictvím vydavatelství Epic Records, 28. února 2011 album vyšlo v Singapuru.
Album je představováno jako Lenčino druhé sólové album po odchodu ze skupiny nazvané Decoder Ring. První a hlavní singl z tohoto alba, "Heart Skips A Beat", bylo vydáno 11. února 2011. Z důvodu neúspěchu tohoto singlu, si ani album Two v hitparádách nevedlo nijak dobře, stejně jako jeho předchůdce - první album Lenka.

## Seznam skladeb
| Standardní vydání | Standardní vydání     | Standardní vydání    | Standardní vydání     | Standardní vydání |
| Pořadí            | Název                 | Autor                | Producent/i           | Délka             |
| ----------------- | --------------------- | -------------------- | --------------------- | ----------------- |
| 1.                | Two                   | Eg White, Lenka      | Eg White, Kevin Salem | 3:16              |
| 2.                | Heart Skips a Beat    | Lenka                | Guy Sigsworth         | 3:21              |
| 3.                | Roll with the Punches | Ben H. Allen, Lenka  | Ben H. Allen          | 3:19              |
| 4.                | Sad Song              | Lenka                | David Kosten          | 3:25              |
| 5.                | Everything at Once    | Lenka                | David Kosten          | 2:37              |
| 6.                | Blinded by Love       | Lenka                | David Kosten          | 3:50              |
| 7.                | Here to Stay          | Eg White, Lenka      | Eg White, Kevin Salem | 4:02              |
| 8.                | You Will Be Mine      | Guy Sigsworth, Lenka | Guy Sigsworth         | 3:28              |
| 9.                | Shock Me Into Love    | Guy Sigsworth, Lenka | Guy Sigsworth         | 3:26              |
| 10.               | Everything's Okay     | Lenka                | Sunny Levine          | 3:50              |
| 11.               | The End of the World  | Lenka                | Sunny Levine          |                   |

| iTunes bonusové skladby | iTunes bonusové skladby | iTunes bonusové skladby | iTunes bonusové skladby | iTunes bonusové skladby |
| Pořadí                  | Název                   | Autor                   | Producent/i             | Délka                   |
| ----------------------- | ----------------------- | ----------------------- | ----------------------- | ----------------------- |
| 12.                     | Maybe I Love You        | Lenka                   |                         | 3:27                    |
| 13.                     | Wrote Me Out            | Hunter Burgan, Lenka    |                         | 4:24                    |

## Singly
Skladba "Heart Skips a Beat" byla vydána jako první oficiální singl. Hudební klip k této písni byl vydán 17.- března 2011 prostřednictvím Veva. Singl vyšel 11. února 2011, ale nezaznamenal větší úspěch, přestože kritiky byl přijat velmi dobře.
"Two" byl druhým singlem z tohoto alba. Hudební videoklip měl premiéru 30. června 2011 na oficiálním kanál YouTube. Stejně jako předchozí singl, nezaznamenal ani "Two" větší úspěch. 
Píseň "Everything at Once" byla původně vydána jako druhý promo singl z alba prostřednictvím iTunse. Lenka zazpívala tuto skladbu v show Jimmy Kimmel Live!, kde zazněla i píseň "Heart Skips a Beat". Skladba "Everything at Once" je použita v televizní reklamě pro Windows 8, to způsobilo vydání této skladby jako třetí singl dne 4. listopadu 2012. Díky této reklamě zaznamenala tato píseň druhý největší úspěch hned za singlem "The Show".
"Roll with the Punches" byl vydán jako první promo singl z tohoto alba. Vydán byl 8. listopadu 2010.

## Hitparády
| Hitparáda (2011)                | Nejvyšší pozice |
| ------------------------------- | --------------- |
| Belgium Albums Chart (Flanders) | 132             |
| Belgium Albums Chart (Wallonia) | 69              |
| Swiss Albums Chart              | 88              |
| U.S. Billboard 200              | 196             |
| U.S. Billboard Top Heatseekers  | 5               |

## Historie vydání
Album Two bylo vydáno 28. února 2011 v Singapuru a 19. dubna 2011 ve Spojených státech. 19. duben 2011 bylo také datum celosvětového vydání alba.
| Země     | Datum          | Formát            |
| -------- | -------------- | ----------------- |
| Singapur | 28. únor 2011  | Digitální stažení |
| USA      | 19. duben 2011 | Digitální stažení |